# Ruaidrí Ua Conchobair

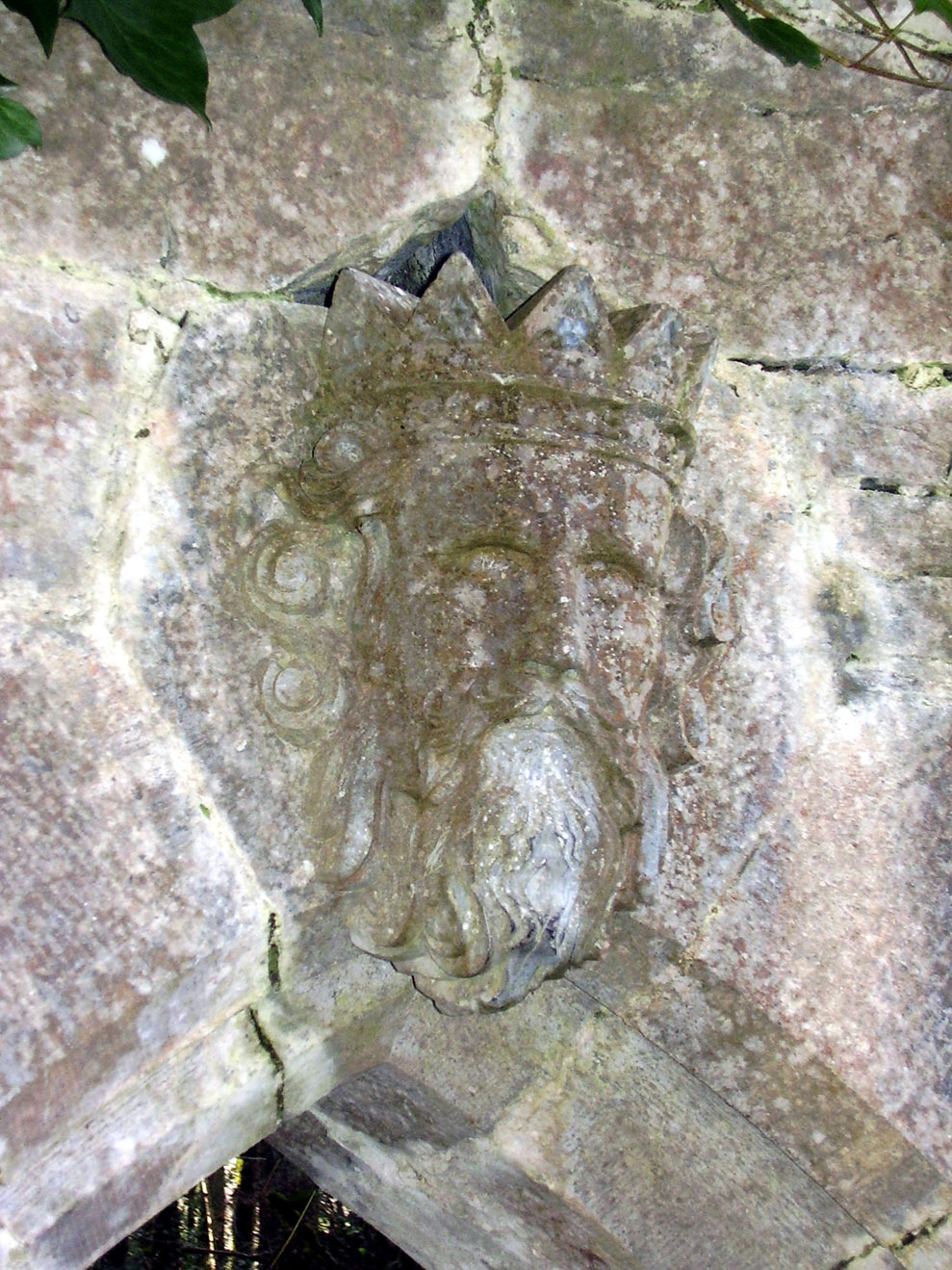
Ruaidrí Ua Conchobair.

Ruaidrí Ua Conchobair (modern iriska: Ruaidhrí Ó Conchobhair eller Ruairí Ó Conchúir; ofta anglifierat till Rory O'Connor), född omkring 1116, död 2 december 1198, var en irländsk kung. 
Ruaidrí, som tillhörde en gammal irländsk hövdingesläkt, blev 1156 kung av Connacht och utropades 1166 till kung över hela Irland. Han brukar räknas som den siste innehavaren av denna värdighet. Efter några års strider med erövraren Strongbow erkände han (1175) kung Henrik II av England som sin länsherre och drog sig sedermera tillbaka till ett kloster. 
Till Ruaidrí ledde diplomaten sir Nicholas Roderick O'Conor tillbaka sina anor, liksom även – på svagare grunder – chartistagitatorn Feargus O'Connor.